# Andrea Ridolfi
Andrea Ridolfi (Roma, 4 agosto 1963) è un compositore e direttore d'orchestra italiano.

## Biografia
Andrea Ridolfi ha studiato contrabbasso presso il Conservatorio Licinio Refice di Frosinone.
Ha approfondito la sua formazione musicale intraprendendo studi di armonia e composizione. 
Nel 1984 si è diplomato presso l'Istituto Statale per il Cinema e la Televisione "Roberto Rossellini" di Roma.
Essendo polistrumentista (contrabbasso, basso elettrico, violoncello, pianoforte, chitarra, batteria) nel tempo ha arricchito il proprio profilo diventando esperto di computer music e sound design. Tali competenze gli consentono di collaborare con compositori come Luis Bacalov, Egisto Macchi, Ralph Towner, Stelvio Cipriani e Carlo Crivelli.
Divenuto consulente musicale, ha realizzato diverse raccolte di musica da film (Nino Rota, Luis Bacalov, Carlo Rustichelli, Armando Trovajoli, Alessandro Cicognini, Stelvio Cipriani), affinando la propria conoscenza musicale sulla cinematografia italiana.
Compositore di colonne sonore, orchestra le parti dei brani da lui composti con l'utilizzo di strumenti musicali concorrendo ad esaltare la scena cinematografica. Collabora con RAI Fiction per cui scrive e produce musiche originali per fiction, miniserie TV e documentari ove la peculiarità della sua cifra musicale è la mescolanza tra gli strumenti classici e le sonorità elettroniche che, fondendosi tra loro fanno da cornice a scenari narrativi di vario genere.   Compone musica per commedie cinematografiche, film fantasy, film thriller, musical, brani pop, folk o latino-americani per produzioni video in diversi stili musicali ove sia i brani strumentali che i brani cantati si adattano alle situazioni contingenti attraverso l'utilizzo degli strumenti dell'orchestra.

## Gli inizi
Dal 1983 compone musiche per cinema, teatro, televisione, discografia e pubblicità e intraprende una collaborazione con la casa discografica CAM dove, dal 1985 al 1997, implementa le sue conoscenze e competenze come arrangiatore e direttore d'orchestra curando personalmente le registrazioni.
Tra i progetti più importanti legati a questo periodo si annoverano "Totò, il principe della commedia satirica" nel 1993 ed "Il neorealismo italiano" nel 1994. Partendo dalla visione di entrambi i film, ha riscritto tutte le partiture per orchestra registrandole in Bulgaria in qualità di Direttore dell'Orchestra Sinfonica di Sofia.
Tra il 1998 e il 1999 ha realizzato la colonna sonora di una sit-com all'interno del programma domenicale d'intrattenimento pomeridiano "Domenica in" in onda sulla rete ammiraglia della RAI - Radiotelevisione italiana, nonché la colonna sonora del cartone animato "Loggerheads" trasmessa in Italia da TMC 2.

## Film, serie televisive e film TV
Nel 2023 compone le musiche del film di produzione anglo-americana "Damaged", uscito nel 2024, per la regia di Terry McDonough, che narra le vicende di Dan Lawson (Samuel L. Jackson), un detective di Chicago, che si reca in Scozia per entrare in contatto con detective Glen Boyd (Gianni Capaldi), dopo la rinascita di un serial killer i cui crimini corrispondono a un suo caso irrisolto di cinque anni prima a Chicago. Tra i protagonisti del film anche Vincent Cassel e John Hannah. 
Tra il 2022 e 2023 compone le musiche della serie TV RAI in 6 episodi "Fiori sopra l'inferno", diretta da Carlo Carlei e tratta dal romanzo omonimo di Ilaria Tuti, un thriller molto ben costruito la cui protagonista, il commissario di Polizia Teresa Battaglia, è interpretato sullo schermo da Elena Sofia Ricci.  La colonna sonora, alterna ritmi incalzanti a melodie e supporta situazioni al limite tra il fantasy e l'horror ove scene di suggestivi paesaggi alpini si susseguono a grandi sentimenti ed inquietanti passioni.   Per l'esecuzione dei brani ha diretto l'Orchestra Italiana del Cinema e registrato presso i prestigiosi  Forum Studios avvalendosi del virtuoso primo violino Prisca Amori.
Fiori Sopra l'Inferno è stata presentata dalla produttrice Verdiana Bixio al "Los Angeles-Italia Film, Fashion and Art Fest" nel Marzo del 2023 ove è stata molto ben accolta. La manifestazione, che promuove le eccellenze italiane, è patrocinata dal Ministero degli Esteri, dal Ministero dello Sviluppo Economico e dalla Hollywood Chamber of Commerce ed organizzata con la partecipazione del Consolato Generale Italiano, dell'ICE e dell'Istituto Italiano di Cultura di Los Angeles.
Tra il 2021 ed il 2022 compone le musiche della prima e della seconda stagione di "Mina Settembre", serie TV RAI ambientata a Napoli per la regia di Tiziana Aristarco, interpretata da Serena Rossi e tratta dai racconti dello scrittore Maurizio de Giovanni.   Nelle musiche di ambedue le stagioni l'utilizzo della fisarmonica in brani come "Vicoli di Napoli" e "Mina Settembre" creano atmosfere partenopee trasportando lo spettatore nelle stradine di Napoli.  
All'interno di ambedue le stagioni appaiono numerosi i brani cantati, tutte canzoni originali, che supportano in modo versatile le varie scene della fortunata fiction televisiva. Brani accattivanti come "Mai Saprai" eseguita della ispirata cantautrice napoletana Flo, voce virtuosa, unica e  seducente; "Keep me with you" una rock ballad cantata da Frances Alina Ascione, lead vocal della Radio Due Social Club Band; "I miss you" eseguita dall'originale vocalità di Ilaria Gibellini oppure "It's Truly You" eseguita dall'attore cantante Michelangelo Nari.
Nel 2021 compone le musiche della fiction TV "La Fuggitiva", con Vittoria Puccini protagonista, un thriller poliziesco in otto episodi diretto da Carlo Carlei le cui musiche realizzate con orchestra classica e ritmica synth si traducono in una colonna sonora portante crescente e convulsa che si alterna ad angelici vocalizzi, per la cui esecuzione ha diretto l'Orchestra Italiana del Cinema e registrato presso i rinomati Forum Studios.
La serie è stata presentata al "Los Angeles-Italia Film, Fashion and Art Fest". 
Nel 2019 compone le musiche per il film commedia interpretato da Billy Zane "Stai Sereno (Stay Calm)", diretto da Davide Dapporto.
Nel 2017 compone le musiche della prima stagione de "I bastardi di Pizzofalcone", una serie TV di genere poliziesco tratta dai romanzi di Maurizio De Giovanni e diretta da Carlo Carlei con Carolina Crescentini, Alessandro Gassman e Massimiliano Gallo. Eclettico compositore orchestratore e sound designer, realizza musiche caratterizzate da un susseguirsi di ritmi mediterranei amalgamati a strumenti e vocalità moderne ai quali si alternano sonorità classiche contenenti uno struggente assolo di violoncello e adagi per archi a sonorità dal sapore new age.
Nel 2016 compone musiche dal sapore world music con forti sonorità partenopee per il film biografico per la TV diretto da Maurizio Zaccaro "Il Sindaco Pescatore" incentrato sulla vita di Angelo Vassallo, assassinato nel 2010. I testi delle canzoni "Angelo" e "Piscatore" vengono scritti e interpretati dal famoso cantautore napoletano Raiz.
Nel 2013 compone una colonna sonora intimista e sentimentale per il film drammatico "Il disordine del cuore" per la regia di Edoardo Margheriti, interpretato da Milena Miconi e Paolo Fosso.
Sempre nel 2013 compone le musiche per la quinta stagione di "Un caso di coscienza", una serie televisiva di genere legal thriller in 6 episodi, diretta da Luigi Perelli con protagonisti Vittoria Belvedere e Sebastiano Somma.
Lo stesso anno realizza le musiche per il film TV "La farfalla granata" per la regia di Paolo Poeti ispirato alla vita del calciatore Gigi Meroni e tratto dall'omonimo romanzo di Nando dalla Chiesa, con Alessandro Roja, Alexandra Dinu e Francesco Pannofino.
Tra il 2011 ed il 2012 compone la colonna sonora della miniserie TV storico-drammatica per  RAI Fiction "Il Generale Della Rovere", interpretato da Pierfrancesco Favino,  tratto dall'omonimo romanzo di Indro Montanelli e diretto da Carlo Carlei, con cui inizia la fruttuosa collaborazione tuttora in essere. La musica eseguita dalla Czech National Symphony Orchestra di Praga e registrata da Goffredo Gibellini per Digital Records, è un crescendo sinfonico che conduce ad un finale tragico supportato da sonorità epiche e commoventi.
Nello stesso periodo compone le musiche, eseguite dalla Czech National Symphony Orchestra di Praga, de "Il Generale dei Briganti", sulle vicende di Carmine Crocco, il brigante italiano tra i più noti e rappresentativi del periodo risorgimentale, miniserie TV per la regia di Paolo Poeti interpretata da Daniele Liotti e Raffaella Rea.
Nel 2010 compone la colonna sonora del film "Quando si diventa grandi", commedia italiana scritta da Andrea De Rosa e Renato Solpietro e diretta da Massimo Bonetti.
Tra il 2005 ed il 2008 compone le musiche del poliziesco "La squadra", fiction di lunga serialità e successo trasmessa da RAI 3.
Nel 1999 compone le musiche del cortometraggio "Quattro scatti per l'Europa" diretto da Ivan Carlei, interpretato da Massimo Wertmüller  e Carlo Croccolo.
Nel 1996 compone le musiche del cortometraggio spaghetti-western "B.B.K., Baby Bounty Killer"  diretto da  Alessandro Valori con Pierfrancesco Favino.
Nel 1989 compone la colonna sonora del film commedia "Dio ce ne scampi e liberi" diretto da Sibilla Damiani.
Nello stesso anno compone la colonna sonora del film fanta-horror tra i primi di ispirazione ecologista "Alien degli abissi" diretto da Antonio Margheriti (pseudonimo di Anthony M. Dawson).
Nel 1989 compone le musiche di "Marco e Laura dieci anni fa" una miniserie televisiva, diretta da Carlo Tuzii con Christian Vadim e Mapi Galan.
Nel 1989 compone le musiche per lo spettacolo teatrale "Parole e Crociate" di Massimo Russo.
Nel 1986 compone le musiche per lo spettacolo "E se dovesse capitare a te?", commedia teatrale di Massimo Russo che racconta le vicende di una giovane coppia in crisi, una storia brillante che oscilla tra il musical e il nonsense.

## Documentari
Nel 2019 compone le musiche di "Operazione Budapest", film-documentario diretto da Gilberto Martinelli basato sull'evento criminoso avvenuto nel novembre 1983 al museo delle Belle Arti di Budapest ove una banda di italiani trafugò delle importanti opere del Rinascimento.
Tra il 2016 ed il 2017 compone le musiche che fanno da cornice a due film-documentari, "MCMLVI: Roma 1956" in ricordo della rivoluzione di Budapest e dell'universale accoglienza di Roma ai profughi ungheresi, ed "Il miraggio adriatico", regia Gilberto Martinelli, sulla figura di Terenzio Tocci, l'uomo della libertà albanese.
Nel 2015 compone le musiche di una serie di documentari diretti da Gilberto Martinelli, quali: "Guido Romanelli, il Capo Missione", "La Scala di Milano: Ungheresi alla Scala" e "Roma o morte: la vita del colonnello di Garibaldi".
Nello stesso anno 2015 compone le intense e toccanti musiche di "The Story of Árpád Weisz" di Gilberto Martinelli, un breve documentario biografico incentrato sulla vita del calciatore e allenatore di calcio ungherese deportato e deceduto ad Auschwitz per mano nazista.
Nel 2014 compone le musiche de "Il portone di piombo" film documentario di Gilberto Martinelli sulle vicende del Cardinale Cattolico József Mindszenty durante la rivoluzione d'Ungheria del '56.
Nel 2013 realizza la colonna sonora del documentario biografico "The Outsider - Il cinema di Antonio Margheriti" diretto da Edoardo Margheriti realizzato in occasione del decimo anniversario dalla scomparsa del famoso regista conosciuto come Anthony M. Dawson.
Nel 2012 compone le musiche di "Sándor Márai e Napoli - Il sapore amaro della libertà", il cui struggente leitmotiv eseguito al pianoforte ricorre e si intreccia facendo da cornice alla storia che narra l'esilio volontario dello scrittore ungherese che visse nella città partenopea nel 1948.
Sempre nel corso del 2012 compone le musiche de "Nel Segno del Tricolore: Italiani e Ungheresi nel Risorgimento" un docu-film riconosciuto di interesse culturale nazionale dal Ministero per i Beni e le Attività Culturali le cui sonorità ricordano la lenta introduttiva espressività della csàrdàs ungherese.
Nel 2012 partecipa con le musiche alla docu-serie TV "Ben e Clara, le ultime lettere" che ripercorre la storia della Repubblica Sociale Italiana e la vita quotidiana di Benito Mussolini e Clara Petacci attraverso le lettere che il dittatore scrisse all'amante, recitate da  e Maya Sansa.
Nel 2009 compone le musiche per il film-documentario "Guido Romanelli - Missione a Budapest", prima regia di Gilberto Martinelli, incentrato sulla vita del colonnello Guido Romanelli. Nel dicembre dello stesso anno, in occasione della presentazione del film-documentario in Ungheria, tiene un concerto per piano, violoncello e chitarra, nella sede dell'Istituto Italiano di Cultura a Budapest.

## Filmografia

### Compositore
- (2024) "Damaged", Regia Terry McDonough (GB/USA)
- (2023) Fiori sopra l'inferno - I casi di Teresa Battaglia, regia di Carlo Carlei - serie TV, 6 episodi (2x3)
- (2021) La fuggitiva, regia di Carlo Carlei - miniserie TV, 8 episodi
- (2021-2022) Mina Settembre regia di Tiziana Aristarco - serie TV, Stagione 1 (12 episodi), Stagione 2 (12 episodi)
- (2020) Stai Sereno (Stay Calm), regia di Davide Dapporto - film
- (2019) Operation Budapest, regia di Gilberto Martinelli - documentario
- (2017) I bastardi di Pizzofalcone - serie TV, 6 episodi
- (2016) Il sindaco pescatore, regia di Maurizio Zaccaro - film TV
- (2015) La storia di Árpád Weisz, regia di Gilberto Martinelli - documentario
- (2015) Roma o morte - La vita del colonnello di Garibaldi, regia di Gilberto Martinelli - documentario
- (2015) La Scala di Milano: Ungheresi alla Scala, regia di Gilberto Martinelli - documentario
- (2014) Il portone di piombo, regia di Gilberto Martinelli - documentario
- (2013) La farfalla granata, regia di Paolo Poeti - film TV
- (2013) Un caso di coscienza, regia di Luigi Perelli - serie TV, Stagione 5 (6 episodi)
- (2013) Il disordine del cuore, regia di Edoardo Margheriti
- (2013) The Outsider - Il cinema di Antonio Margheriti, regia di Edoardo Margheriti - documentario
- (2012) Nel segno del tricolore - Italiani e ungheresi nel Risorgimento, regia di Gilberto Martinelli
- (2012) Sándor Márai e Napoli - Il sapore amaro della libertà, regia di Gilberto Martinelli - documentario
- (2012) Il generale dei briganti, regia di Paolo Poeti - miniserie TV
- (2012) Ben e Clara, le ultime lettere - serie TV
- (2011) Il generale Della Rovere, regia di Carlo Carlei - miniserie TV
- (2010) Quando si diventa grandi, regia di Massimo Bonetti - film
- (2009) Romanelli - Missione a Budapest, regia di Gilberto Martinelli - documentario
- (2005-2008) La squadra - serie TV, 52 episodi
- (1999) Quattro scatti per l'Europa, regia di Ivan Carlei - cortometraggio
- (1998-1999) Domenica in - programma TV
- (1997) Loggerheads - cartone animato
- (1996) B.B.K., Baby Bounty Killer, regia di Alessandro Valori - cortometraggio
- (1992) Dio ce ne scampi e liberi, regia di Sibilla Damiani
- (1989) Marco e Laura dieci anni fa, regia di Carlo Tuzii - miniserie TV
- (1989) Alien degli abissi, regia di Antonio Margheriti - film

### Fonico
- La condanna, regia di Marco Bellocchio (1991)